# Креднер, Карл Август
Карл-Август Креднер (нем. Karl August Credner; 10 января 1797, Вальтерсхаузен, — 16 июля 1857, Гисен) — немецкий протестантский богослов, профессор в Йене и Гисене.
В 1828 году — приват-доцент в Йене, в 1830 году — профессор. В 1832 году становится профессором по Новому Завету и церковной истории в Гисене. В 1854 году у Креднера начался паралич языка, ухудшилась память, вскоре он совсем не мог говорить. Умер 16 июля 1857 года в Гисене.
Главные труды Креднера: «Beiträge zur Einleitung in die biblischen Schriften» (1832—1838); «Einleitung in das Neue Testament» (1836); «Das Neue Testament nach seinem Zweck, Ursprung und Inhalt» (1841—1847); «Zur Geschichte des Kanons» (1847) и «Geschichte Des neutestamentlichen Kanons» (1860).